# شربان
شربان إحدى مدن الجمهورية التونسية، تقع في ولاية المهدية.